# Lisa Hartman
Lisa Hartman (Houston, 1 juni 1956) is een Amerikaanse actrice en zangeres. 

## Biografie
Hartman werd geboren op 1 juni 1956 in Houston (Texas), waar ze ook opgroeide. In het begin van haar acteercarrière speelde ze vaak gastrollen in televisieseries, totdat ze in 1981 gecast werd voor een van de hoofdrollen in de miniserie Jacqueline Susann's Valley of the Dolls. Haar grote doorbraak kwam er echter in 1982 met haar rol in het primetime-drama Knots Landing. Na haar passage in Knots Landing speelde ze vooral in televisiefilms. Vanaf de jaren 2000 was ze nog slechts sporadisch te zien op televisie. Naast haar acteercarrière nam ze tussen 1976 en 1987 ook vier soloalbums op. 
In 1991 trouwde Hartman met muzikant Clint Black en in 2001 kreeg het stel een dochter, Lily Pearl Black. Ze wonen sinds 2002 in Nashville (Tennessee), na eerst in Los Angeles gewoond te hebben.